# Rachid Khaless
 (février 2011).
Si vous disposez d'ouvrages ou d'articles de référence ou si vous connaissez des sites web de qualité traitant du thème abordé ici, merci de compléter l'article en donnant les références utiles à sa vérifiabilité et en les liant à la section « Notes et références ».
Rachid Khaless (en arabe : رشيد خالص), né en 1966 au Maroc, est un poète, peintre et traducteur marocain. 
Il publie son premier recueil Cantiques du désert, qui parait chez l'Harmattan en 2004 alors que le Maroc enclenche le processus Équité et Réconciliation qui entendait réhabiliter les anciens détenus politiques et couper définitivement avec les années de plomb, initiées dans la terreur sous Hassan II.
En 2012, la villa des arts de Casablanca a accueilli un récital poétique avec Rachid Khaless et Rachida Madani.

## Référence
1. 1 2  Imane El Fahli, « Rencontre avec Rachida Madani et Rachid Khaless au Villa des arts de Casablanca | », sur ExeptionnElles Mag' via archive.wikiwix.com, 16 janvier 2012 (consulté le 31 mars 2025)